# Golobinjek pri Planini
Golobinjek pri Planini este o localitate din comuna Šentjur, Slovenia, cu o populație de 59 de locuitori.